# Granátula de Calatrava
Granátula de Calatrava é um município da Espanha na província de Cidade Real, comunidade autónoma de Castela-Mancha. Tem 152,57 km² de área e em 2021 tinha 719 habitantes (densidade: 4,7 hab./km²).

## Demografia
| Variação demográfica do município entre 1991 e 2004 [carece de fontes?] | Variação demográfica do município entre 1991 e 2004 [carece de fontes?] | Variação demográfica do município entre 1991 e 2004 [carece de fontes?] | Variação demográfica do município entre 1991 e 2004 [carece de fontes?] |
| ----------------------------------------------------------------------- | ----------------------------------------------------------------------- | ----------------------------------------------------------------------- | ----------------------------------------------------------------------- |
| 1991                                                                    | 1996                                                                    | 2001                                                                    | 2004                                                                    |
| 1065                                                                    | 1022                                                                    | 1010                                                                    | 1011                                                                    |